# Idra (città)
Idra (in greco Ύδρα?) è un comune della Grecia situato nella periferia dell'Attica (unità periferica delle Isole) con 2.646 abitanti secondo i dati del censimento 2001.
Il territorio comunale è composto dall'isola omonima, l'isola di Dokos oltre a numerose isole disabitate